# Magnus I van Brunswijk
Magnus I van Brunswijk bijgenaamd de Vrome (circa 1304 - 1369) was van 1344 tot aan zijn dood hertog van Brunswijk-Wolfenbüttel en van 1344 tot 1345 hertog van Brunswijk-Göttingen. Hij behoorde tot het huis Welfen.

## Levensloop
Magnus was een zoon van hertog Albrecht II van Brunswijk-Göttingen en diens echtgenote Rixa, dochter van heer Hendrik I van Werle. Nadat zijn vader in 1318 was overleden, erfde zijn oudste broer Otto de hertogdommen Brunswijk-Göttingen en Brunswijk-Wolfenbüttel. De nog minderjarige Magnus werd samen met zijn jongere broer Ernst onder het regentschap van Otto geplaatst. Ook nadat Magnus en Ernst volwassen waren geworden, bleef Otto beide hertogdommen alleen besturen.
In 1333 werd hij door keizer Lodewijk de Beier tot markgraaf van Landsberg en paltsgraaf van Saksen benoemd, waarna Magnus in de stad Sangerhausen ging resideren. Nadat zijn oudste broer Otto in 1344 was overleden, nam hij samen met zijn broer Ernst eveneens de regering van de hertogdommen Brunswijk-Wolfenbüttel en Brunswijk-Göttingen over. Aanvankelijk bleven beide broers hun domeinen samen regeren, maar op 17 april 1345 beslisten ze om hun domeinen te verdelen. Hierbij behield Magnus het hertogdom Brunswijk-Wolfenbüttel.
In 1346 brak er een grensoorlog uit tussen Brunswijk-Wolfenbüttel en het aartsbisdom Maagdenburg. Magnus slaagde erin om steun te krijgen bij markgraaf Frederik II van Meißen, maar op voorwaarde moest hij aan Frederik II het markgraafschap Landsberg verkopen. Het aartsbisdom Maagdenburg slaagde er in 1347 echter in om de oorlog te winnen, waardoor Magnus de stad Hötensleben en enkele andere bezittingen aan de aartsbisschop moest afstaan. Magnus was door de oorlog financieel geruïneerd, waardoor hij de steden in zijn domeinen meer en meer rechten moest geven.  
Magnus probeerde om het hertogdom Brunswijk-Lüneburg te verwerven voor zijn zoon Lodewijk, zodat dit hertogdom kon verenigd worden met Brunswijk-Wolfenbüttel. Hertog Willem II van Brunswijk-Lüneburg had namelijk geen zonen, maar had zijn hertogdom al beloofd aan een zoon van zijn dochter, die verwant was aan de hertogen van Saksen-Wittenberg. Willem II ging echter akkoord met Magnus, waarna Magnus zijn zoon Lodewijk uithuwelijkte aan Willems dochter Mathilde. De erfopvolging van het hertogdom Brunswijk-Lüneburg veroorzaakte een hevig conflict dat zou resulteren in een successieoorlog die tot in 1388 bleef voortduren.
In de zomer van 1369 stierf Magnus. Zijn zoon Magnus II volgde hem op.

## Huwelijk en nakomelingen
Rond het jaar 1327 huwde Magnus met Sophia (overleden in 1356), dochter van markgraaf Hendrik I van Brandenburg. Ze kregen volgende kinderen:
- Magnus II (1324-1373), hertog van Brunswijk-Wolfenbüttel en Brunswijk-Lüneburg
- Lodewijk (overleden in 1367)
- Albrecht (overleden in 1395), aartsbisschop van Bremen
- Hendrik, proost van de Dom van Halberstadt
- Ernst
- Mathilde, huwde in 1339 met vorst Bernhard III van Anhalt-Bernburg
- Agnes, huwde in 1360 met graaf Hendrik van Hohnstein
- Sophia, huwde met graaf Diederik V van Hohnstein

## Voorouders
| Voorouders van Magnus II van Brunswijk | Voorouders van Magnus II van Brunswijk                                    | Voorouders van Magnus II van Brunswijk                                    | Voorouders van Magnus II van Brunswijk                                    | Voorouders van Magnus II van Brunswijk                                    | Voorouders van Magnus II van Brunswijk                             | Voorouders van Magnus II van Brunswijk                             | Voorouders van Magnus II van Brunswijk                                | Voorouders van Magnus II van Brunswijk                                |
| -------------------------------------- | ------------------------------------------------------------------------- | ------------------------------------------------------------------------- | ------------------------------------------------------------------------- | ------------------------------------------------------------------------- | ------------------------------------------------------------------ | ------------------------------------------------------------------ | --------------------------------------------------------------------- | --------------------------------------------------------------------- |
| Overgrootouders                        | Otto het Kind (1204-1252) ∞ 1228 Machteld van Brandenburg (1210-1261)     | Otto het Kind (1204-1252) ∞ 1228 Machteld van Brandenburg (1210-1261)     | Bonifatius II van Monferrato (1202–1253) ∞ Margaretha van Savoye (-1254)  | Bonifatius II van Monferrato (1202–1253) ∞ Margaretha van Savoye (-1254)  | Nikolaus I van Werle (1210-1277) ∞ Jutta van Anhalt (-1277)        | Nikolaus I van Werle (1210-1277) ∞ Jutta van Anhalt (-1277)        | Birger Jarl (1210–1266) ∞ Ingeborg Eriksdotter van Zweden (1212-1254) | Birger Jarl (1210–1266) ∞ Ingeborg Eriksdotter van Zweden (1212-1254) |
| Grootouders                            | Albrecht I van Brunswijk (1236-1279) ∞ Alessia van Monferrato (1242-1285) | Albrecht I van Brunswijk (1236-1279) ∞ Alessia van Monferrato (1242-1285) | Albrecht I van Brunswijk (1236-1279) ∞ Alessia van Monferrato (1242-1285) | Albrecht I van Brunswijk (1236-1279) ∞ Alessia van Monferrato (1242-1285) | Hendrik I van Werle (1245–1291) ∞ Rikitsa Birgersdatter (-1288)    | Hendrik I van Werle (1245–1291) ∞ Rikitsa Birgersdatter (-1288)    | Hendrik I van Werle (1245–1291) ∞ Rikitsa Birgersdatter (-1288)       | Hendrik I van Werle (1245–1291) ∞ Rikitsa Birgersdatter (-1288)       |
| Ouders                                 | Albrecht II van Brunswijk (1268-1318) ∞ Rixa van Werle (1270-1317)        | Albrecht II van Brunswijk (1268-1318) ∞ Rixa van Werle (1270-1317)        | Albrecht II van Brunswijk (1268-1318) ∞ Rixa van Werle (1270-1317)        | Albrecht II van Brunswijk (1268-1318) ∞ Rixa van Werle (1270-1317)        | Albrecht II van Brunswijk (1268-1318) ∞ Rixa van Werle (1270-1317) | Albrecht II van Brunswijk (1268-1318) ∞ Rixa van Werle (1270-1317) | Albrecht II van Brunswijk (1268-1318) ∞ Rixa van Werle (1270-1317)    | Albrecht II van Brunswijk (1268-1318) ∞ Rixa van Werle (1270-1317)    |
| Magnus I van Brunswijk (1304-1369)     |                                                                           |                                                                           |                                                                           |                                                                           |                                                                    |                                                                    |                                                                       |                                                                       |